# Grozdičje
Grozdíčje ali ríbez (znanstveno ime Ribes) je rod okrog 150 vrst kritosemenk, in ga navadno obravnavamo kot edini rod v družini kosmuljevk (Grossulariaceae). Klasično nahajališče rodu so vsa zmerna območja severne poloble z zmerno klimo.
Rod Ribes vključuje črno grozdičje (Ribes nigrum), rdeče (Ribes rubrum) in kot podvrsto le-tega belo grozdičje (Ribes rubrum var. album) ter kosmuljo (Ribes uva-crispa) in okrasne rastline. Vključuje sedem podrodov. Nekateri taksonomi kosmulje, četudi obstaja hibrid kosmulje in črnega ribeza z imenom Josta, uvrščajo v samostojen rod Grossularia.
Izbrane vrste
- Ribes aciculare Sm.
- Ribes alpestris (Decne) A.Berger
- Ribes alpinum L. - alpsko grozdičje
- Ribes ambiguum Maxim.
- Ribes americanum Mill.
- Ribes aureum Pursh
- Ribes bracteosum Douglas ex Hook.
- Ribes burejense F.Schmidt
- Ribes californicum Hook. & Arn.
- Ribes cereum Douglas
- Ribes ciliatum Humb. & Bonpl.
- Ribes coloradense Cov.
- Ribes curvatum Small
- Ribes cynosbati L.
- Ribes diacanthum Pall.
- Ribes distans Jancz.
- Ribes divaricatum Douglas
- Ribes echinellum (Cov.) Rehder
- Ribes emodense Rehder
- Ribes fasciculatum Siebold & Zucc.
- Ribes fragrans Pall.
- Ribes gayanum (Spach) Steud.
- Ribes giraldii Jancz.
- Ribes glaciale Wallich
- Ribes glandulosum Grauer ex Weber
- Ribes glutinosum Benth.
- Ribes grossularioides Maxim.
- Ribes henryi Franch.
- Ribes hirtellum Michx. - gladka kosmulja
- Ribes hudsonianum Richards
- Ribes indecorum Eastw.
- Ribes inebrians Lindl.
- Ribes inerme Rydb.
- Ribes irriguum Douglas
- Ribes japonicum Maxim.
- Ribes lacustre (Pers.) Poir.
- Ribes lasianthum Greene
- Ribes laurifolium Jancz.
- Ribes laxiflorum Pursh
- Ribes leptanthum A.Gray
- Ribes lobbii A.Gray
- Ribes longeracemosum Franch.
- Ribes luridum Hook. & Thoms.
- Ribes malvaceum Sm.
- Ribes mandschuricum (Maxim.) Komarov
- Ribes maximowiczii Batal.
- Ribes menziesii Pursh
- Ribes meyeri Maxim.
- Ribes missouriense Nutt.
- Ribes montigenum McClat.
- Ribes moupinense Franch.
- Ribes multiflorum Kit.
- Ribes nevadense Kellogg
- Ribes nigrum L. - črno grozdičje
- Ribes niveum Lindl.
- Ribes odoratum H.L.Wendl
- Ribes orientale Desf.
- Ribes oxyacanthoides L.
- Ribes petiolare Fisch.
- Ribes petraeum Wulf. - skalno grozdičje
- Ribes pinetorum Greene
- Ribes procumbens Pall.
- Ribes pulchellum Turcz.
- Ribes quercetorum Greene
- Ribes roezlii Reg.
- Ribes rotundifolium Michx.
- Ribes rubrum L. - rdeče grozdičje
- Ribes sanguineum Pursh - krvavordeče grozdičje
- Ribes setosum Lindl.
- Ribes silvestre (Lam.) Mert. & Koch (syn. R. sativum)
- Ribes speciosum Pursh
- Ribes spicatum Robson
- Ribes stenocarpum Maxim.
- Ribes tenue Jancz.
- Ribes triste Pall.
- Ribes ussuriense Jancz.
- Ribes uva-crispa L. (syn. R. grossularia) - kosmulja
- Ribes viburnifolium A.Gray
- Ribes vilmorinii Jancz.
- Ribes viscosissimum Pursh
- Ribes warszewiczii Jancz.
- Ribes wolfii Rothr.